# Nadeschda Sergejewna Kalugina

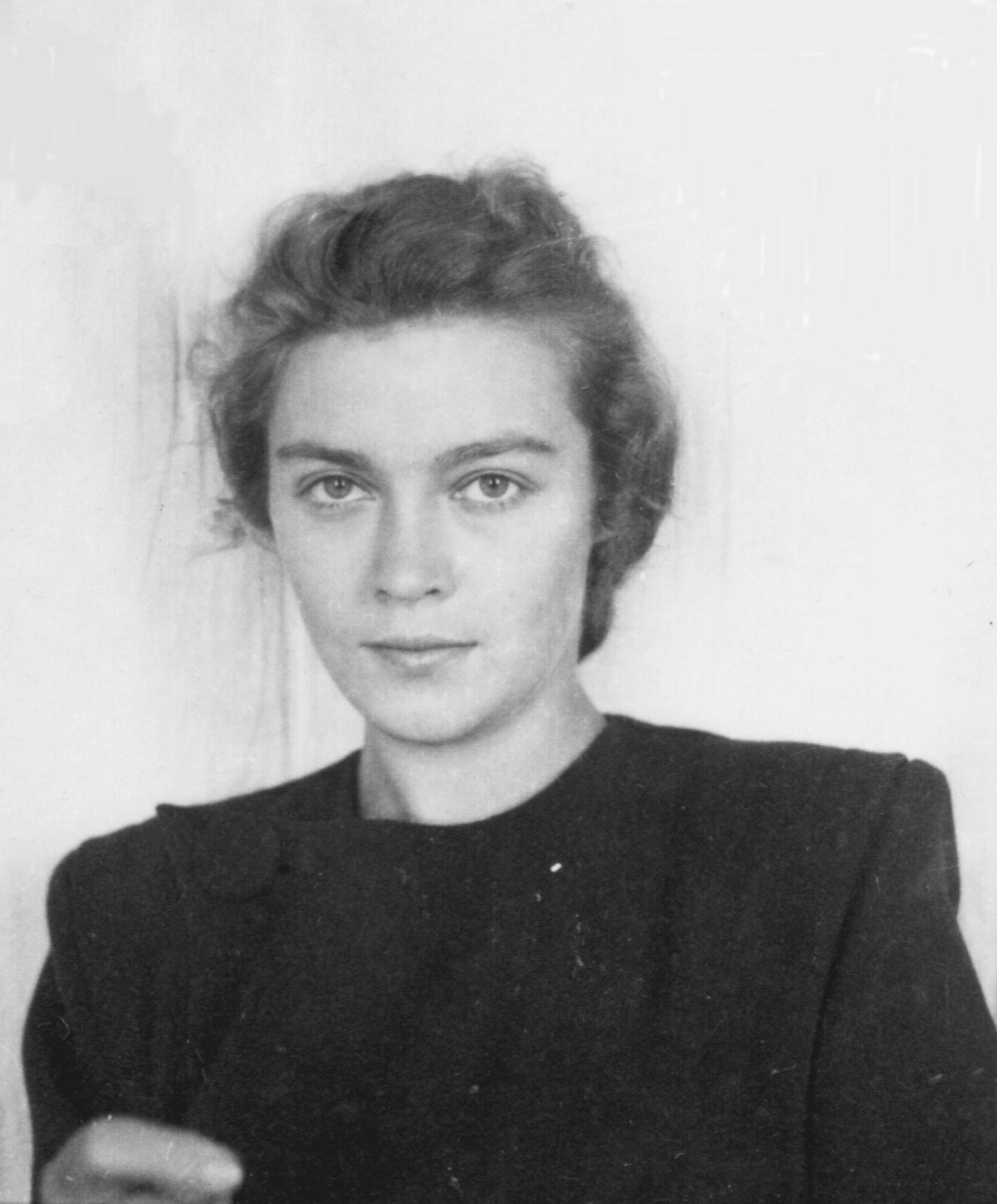
Nadeschda Sergejewna Kalugina, 1950

Nadeschda Sergejewna Kalugina (russisch Надежда Сергеевна Калугина; * 21. Januar 1930 in Moskau; † 7. April 1990 ebenda) war eine sowjetische Dipterologin.

## Leben
Nadeschda Kalugina studierte an der Universität Moskau (MGU) in der  Biologie-Bodenkunde-Fakultät mit Abschluss 1954, worauf die Aspirantur am Lehrstuhl für Wirbellose folgte (bis 1957). Ihre Dissertation über Systematik und Biologie der Zuckmücken des Utscha-Stausees des Moskaukanals verteidigte sie 1960 mit Erfolg für die Promotion zur Kandidatin der biologischen Wissenschaften.
Kalugina arbeitete im Zoologischen Museum der MGU, in der Moskauer Versuchsstation für Teichwirtschaft und Melioration und in den Instituten für Genetik und für Paläontologie der Akademie der Wissenschaften der UdSSR (AN-SSSR, seit 1991 Russische Akademie der Wissenschaften (RAN)). Sie veröffentlichte 48 wissenschaftliche Arbeiten.
Nach Kalugina wurde die fossile Kriebelmücken-Art Ugolyakia kaluginae benannt.